# تشو نوم
تشو نوم بالفيتنامية Chữ Nôm (بالصينية: 𡨸喃، بالألفبائية صوتية دولية: [cɨ̌ˀ nom]، وتعني حرفياً بالعربية «الأحرف الجنوبية») هو نظام كتابة صوتي كان يُستخدم سابقًا لكتابة اللغة الفيتنامية. يستخدم الأحرف الصينية المستعارة لتمثيل المفردات الصينية الفيتنامية وبعض الكلمات الفيتنامية الأصلية، بينما تم إنشاء أحرف جديدة على النموذج الصيني لتمثيل كلمات أخرى. 
على الرغم من أن نظام الكتابة في فيتنام الكتابة المعتمدة هي الصينية الكلاسيكية حتى أوائل القرن العشرين (باستثناء فترتين وجيزتين)، فقد تم استخدام نظام كتابة تشو نوم chữ Nôm على نطاق واسع بين القرنين الخامس عشر والتاسع عشر من قبل النخبة المثقفة في فيتنام، بما في ذلك النساء، للأعمال الشعبية، والعديد من في نواحي الحياة. واحدة من أشهر الأعمال الأدبية الفيتنامية، حكاية كيو، كتبت بنظام كتابة التشو نوم.
حلت الأبجدية الفيتنامية التي أنشأها المبشرون اليسوعيون البرتغاليون محل التشو نوم chữ Nôm باعتبارها الطريقة المفضلة لتسجيل الأدب الفيتنامي من عشرينيات القرن الماضي فصاعدًا. بينما لا تزال الأحرف الصينية تُستخدم للقيمة الزخرفية والتاريخية والاحتفالية وكرموز لجلب الحظ، فقد خرج نظام التشو نوم chữ Nôm من الاستخدام السائد في فيتنام الحديثة. بحيث تتم مهمة دراسة وترجمة النصوص الفيتنامية المكتوبة بنظام التشو نوم chữ Nôm إلى الأبجدية الفيتنامية الحديثة في معهد دراسات Hán-Nôm في العاصمة الفيتنامية هانوي.

## علم أصول الكلمات
الكلمة الفيتنامية تشي chữ (والتي تعني حرف) مشتق من الكلمة الصينية القديمة تشي 字، والتي تعني بالعربية حرفياً «الحرف الصيني أو الكلمة الصينية». وكلمة نوم Nôm تعني «الجنوبية»، وهي مشتقة من الكلمة الصينية الوسطى نان 南 وتعني «الجنوب».
هناك طرق عديدة لكتابة اسم chữ Nôm بأحرف chữ Nôm. كلمة تشو chữ يمكن كتابتها  بهذا الشكل 字 أو 𪧚 أو 𡨸 أو 茡 أو 芓, 𡦂 أو佇 أو宁 بينما كلمة نوم 喃 أو 諵.

## المصطلح
مصطلح chữ quốc ngữ ( «نص اللغة الوطنية») يشير إلى الأبجدية الفيتنامية المستخدمة حاليًا.

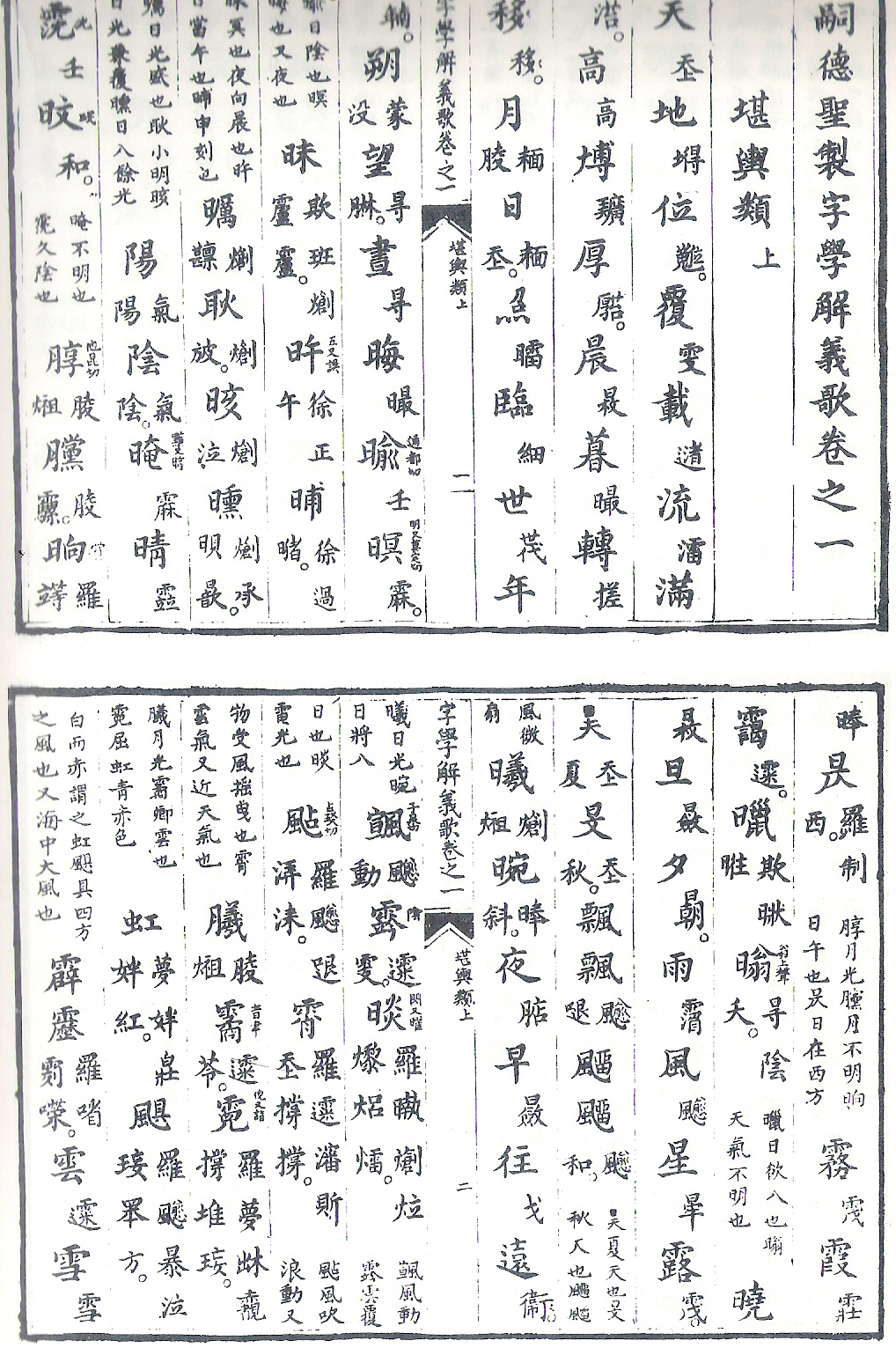
صفحة من كتاب Tự Đức Thánh Chế Tự Học Giải Nghĩa Ca بنظام الكتابة تشي نوم 嗣德聖製字學解義歌، وهو كتاب تمهيدي يعود القرن التاسع عشر لتعليم الأطفال الفيتناميين الأحرف الصينية. يُنسب العمل إلى الإمبراطور توك، الإمبراطور الرابع لسلالة نغوين. في هذا التمهيدي، يتم استخدام chữ Nôm لإضفاء لمعان على الأحرف الصينية، فالحرف 𡗶 يعني على سبيل المثال ، 天 والحرف يستخدم لكي يعطي نوع لامع للكتابة.

تم إدخال الرموز الصينية إلى فيتنام بعد أن غزت أسرة هان البلاد في عام 111 قبل الميلاد. تم استقلت البلاد في عام 938 م، ولكن تم اعتماد الأدب الصيني لأغراض رسمية في عام 1010.  بالنسبة لمعظم الفترة حتى أوائل القرن العشرين، كان لا يمكن تمييز الكتابة الرسمية عن الأعمال الصينية الكلاسيكية المعاصرة المنتجة في الصين وكوريا واليابان.
وهكذا كان العلماء الفيتناميون على دراية وثيقة بالكتابة الصينية. من أجل تسجيل لغتهم الأم، قاموا بتطبيق المبادئ الهيكلية للأحرف الصينية لتطوير chữ Nôm. تم استخدام النص الجديد في الغالب لتسجيل الأغاني الشعبية والأدب الشعبي الآخر.  الفيتنامية المكتوبة في chữ Nôm حلت محل الصينية لفترة وجيزة للأغراض الرسمية في ظل سلالة Hồ (1400-1407) وتحت Tây Sơn (1778-1802)، ولكن في كلتا الحالتين تم عكس ذلك بسرعة. 

### التنمية في وقت مبكر
يمكن إرجاع استخدام الأحرف الصينية لنسخ اللغة الفيتنامية إلى نقش 布蓋"، كجزء من العنوان بعد وفاته لـ Phumng Hưng، البطل القومي الذي نجح في طرد الصينيين لفترة وجيزة في أواخر القرن الثامن. الحرفان لهما معاني صينية حرفية "قماش" و"غطاء"، والتي لا معنى لها في هذا السياق. وبالتالي فقد تم تفسيرها على أنها نسخ لفظي، من خلال نطقها في اللغة الصينية الوسطى bu H kaj H، لعبارة فيتنامية، إما vua cái "الملك العظيم"، أو bố cái "الأب والأم" (من الناس). 
خلال القرن العاشر، أطلق دينه بو لينه (حكم 968-979)، مؤسس مملكة داي فييت، على الدولة اسم Đại Cồ Việt大瞿越. الحرفان الصينيان الأول والثالث يعنيان «عظيم» و«فيت». غالبًا ما تم استخدام الحرف الثاني لكتابة المصطلحات والأسماء غير الصينية صوتيًا. يفترض العلماء أنه تم استخدامها هنا لتمثيل كلمة فيتنامية أصلية، وربما تعني أيضًا «عظيم»، على الرغم من عدم وضوح الكلمة الفيتنامية التي تمثلها بالضبط.  
أقدم نقش على قيد الحياة من نوم، يعود تاريخه إلى عام 1210، هو عبارة عن قائمة تضم أسماء 21 شخصًا وقرية على لوحة في معبد تو جيا باو أون باغودا في قرية ثاب ميتو (منطقة مي لينه، هانوي).    توجد شاهدة أخرى في Hộ Thành Sơn في محافظة نين بينه (1343) تضم 20 قرية.  
أمر الملك تران نهان تونغ (1278-1293) باستخدام نوم لإيصال تصريحاته إلى الشعب.   يُقال إن أول كتابة أدبية باللغة الفيتنامية كانت تعويذة في شعرية كتبها وزير العدل نجوين ثوين عام 1282 وألقيت في النهر الأحمر لطرد تمساح خطير.  تم جمع ونشر أربع قصائد كتبت في نوم من سلالة تران، اثنتان من تران نهان تونغ وواحدة لكل من Huyền Quang وMc Đĩnh Chi، وتم جمعها ونشرها في عام 1805. 
نص Nom Phật thuyết Đại báo phụ mẫu ân trọng kinh ('Sūtra الذي شرحه بوذا عن السداد الكبير للديون الثقيلة للوالدين') طُبع حوالي عام 1730، لكنه يتجنب بشكل واضح الحرف利lợi، مما يشير إلى أنه قد تم كتابته (أو نسخه) في عهد Lê Lợi (1428-1433). استنادًا إلى السمات القديمة للنص مقارنة بقصائد سلالة تران الحاكمة، بما في ذلك عدد استثنائي من الكلمات مع مجموعات ثابتة أولية مكتوبة بأزواج من الأحرف، يقترح بعض العلماء أنها نسخة من نسخة أصلية سابقة، ربما تعود إلى القرن الثاني عشر.. 

### سلالة Hồ (1400–07) وغزو مينغ (1407–147)
خلال السنوات السبع لسلالة Hồ (1400–07)، تم تثبيط اللغة الصينية الكلاسيكية لصالح اللغة الفيتنامية العامية المكتوبة في Nôm، والتي أصبحت النص الرسمي. حتى أن الإمبراطور Hồ Quý Ly أمر بترجمة كتاب الوثائق إلى Nôm وحث على إعادة تفسير الأفكار الكونفوشيوسية في كتابه Minh đạo.  تم عكس هذه الجهود مع سقوط Hồ والغزو الصيني عام 1407، واستمر عشرين عامًا، تم خلالها قمع استخدام اللغة العامية والنص الديموطيقي.
خلال احتلال أسرة مينج لفيتنام، تم تدمير كتل طباعة ونصوص ونقوش تشو نوم تمامًا؛ ونتيجة لذلك، فإن أقدم النصوص الباقية من chữ Nôm بعد الاحتلال.

### من القرن الخامس عشر إلى القرن التاسع عشر

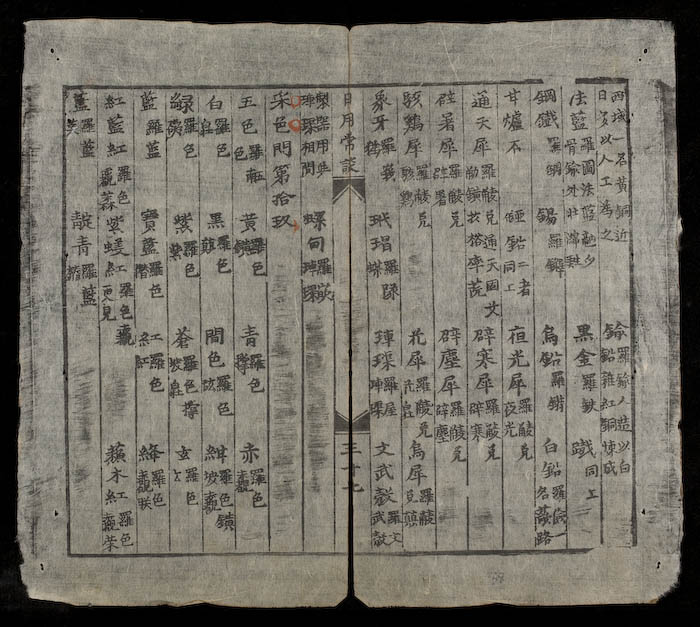
صفحة من القاموس ثنائي اللغة Nhật dụng thường đàm (1851). الشخصيات التي تمثل الكلمات في هان (الصينية) موضحة في Nôm (الفيتنامية).

من بين الأعمال السابقة في Nôm في هذا العصر كتابات Nguyễn Trãi (1380-1442). نمت مجموعة كتابات Nôm بمرور الوقت كما فعلت المزيد من المجموعات العلمية للنص نفسه. تُمنح Trịnh Thị Ngọc Trúc، زوجة الملك Lê Thần Tông، بشكل عام الفضل في Chỉ nam ngọc âm giải nghĩa (شرح الدليل للأصوات المرصعة بالجواهر)، وهو قاموس ثنائي اللغة من هان إلى نوم مؤلف من 24000 حرف تم تجميعه بين القرنين الخامس عشر والثامن عشر، على الأرجح في عام 1641 أو 1761.
بينما استمرت كتابة جميع الكتابات والوثائق الرسمية تقريبًا باللغة الصينية الكلاسيكية حتى أوائل القرن العشرين، كان Nôm هو السيناريو المفضل للتركيبات الأدبية للنخب الثقافية. وصلت Nôm إلى حقبة ذهبية مع سلالة Nguyn في القرن التاسع عشر حيث أصبحت وسيلة لأنواع متنوعة، من الروايات إلى القطع المسرحية، والكتيبات الإرشادية. على الرغم من حظره في عهد مينه مانغ (1820-1840)،  ظهرت ذروة الأدب الفيتنامي مع قصيدة نجوين دو حكاية كيو وشعر هو شوان هونغ. على الرغم من أن معرفة القراءة والكتابة في فيتنام ما قبل الحداثة كانت مقتصرة على 3 إلى 5 بالمائة فقط من السكان،  لكل قرية تقريبًا شخص يمكنه قراءة نوم بصوت عالٍ لصالح القرويين الآخرين.  وهكذا تم تداول أعمال نوم هذه شفهياً في القرى، مما جعلها في متناول الأميين. 
كان Chữ Nôm هو النص السائد في الأدب الكاثوليكي الفيتنامي حتى أواخر القرن التاسع عشر. في عام 1838، قام جان لويس تابيرد بتجميع قاموس Nom، مما ساعد في توحيد النص. في عام 1867، قام الباحث الكاثوليكي الإصلاحي نجوين ترانج تو بتقديم التماس إلى الإمبراطور توك ليحل محل الصينية الكلاسيكية كنص رسمي مع متغير من chữ Nôm أسماه quốc âm Hán tự ( أشعل. «شخصيات هان مع النطق الوطني»).  ومع ذلك، فقد حصل Quốc Âm أي الخطاب الوطني.

### الهند الصينية الفرنسية والأبجدية اللاتينية
من النصف الأخير من القرن التاسع عشر فصاعدًا، لم تشجع السلطات الاستعمارية الفرنسية أو ببساطة حظرت استخدام الصينية الكلاسيكية، وشجعت على استخدام الأبجدية الفيتنامية، التي اعتبروها نقطة انطلاق نحو تعلم الفرنسية. حفزت حركات إصلاح اللغة في الدول الآسيوية الأخرى اهتمام الفيتناميين بالموضوع. بعد الحرب الروسية اليابانية عام 1905، تم الاستشهاد باليابان بشكل متزايد كنموذج للتحديث. تمت مقارنة نظام التعليم الكونفوشيوسي بشكل سلبي بالنظام الياباني للتعليم العام. وفقًا لجدال كتبه الكاتب فان تشاو ترينه، فإن «ما يسمى بعلماء الكونفوشيوسية» يفتقرون إلى المعرفة بالعالم الحديث، فضلاً عن الفهم الحقيقي لأدب الهان. وزعم أن شهاداتهم أظهرت فقط أنهم تعلموا كيفية كتابة الأحرف.
أشارت شعبية مدرسة تونكين الحرة قصيرة العمر في هانوي إلى أن الإصلاح الواسع كان ممكنًا. في عام 1910، تبنى النظام المدرسي الاستعماري «منهجًا فرنسيًا فيتناميًا» ركز على اللغة الفرنسية والأبجدية الفيتنامية. توقف تعليم الحروف الصينية في عام 1917. في 28 ديسمبر 1918، أعلن الإمبراطور خجي أونه أن نظام الكتابة التقليدي لم يعد له وضع رسمي. تم تفكيك امتحان الخدمة المدنية التقليدي، الذي شدد على قيادة اللغة الصينية الكلاسيكية، في عام 1915 في تونكين وأعطي للمرة الأخيرة في العاصمة الإمبراطورية هوو في 4 يناير 1919. كان نظام الامتحانات ونظام التعليم القائم عليه ساريي المفعول منذ ما يقرب من 900 عام.
أدى تراجع النص الصيني أيضًا إلى تراجع chữ Nôm نظرًا لأن الأحرف Nôm والصينية مرتبطان ارتباطًا وثيقًا.  خلال النصف الأول من القرن العشرين، تلاشى تشو نوم تدريجيًا مع نمو تشو كويك نجو بشكل أكثر شيوعًا. في مقال نشر في عام 1935 من قبل كوردييه ذكر أن chữ quốc ngữ يخلع بسرعة الأحرف الصينية ويحل محل chữ Nôm بحيث بحلول عام 1935 من بين مائة شخص متعلم، يعرف 70 chữ quốc ngữ، 20 منهم يعرفون chữ Nôm و10 يعرفون الأحرف الصينية.
شعب الجن، أحفاد مهاجرين من القرن السادس عشر من فيتنام إلى جزر قبالة دونغشينغ في جنوب الصين، يتحدثون الآن شكلاً من أشكال اليوي الصينية، لكن كهنة هم يستخدمون كتب الأغاني والكتب المقدسة المكتوبة بلغة تشو نوم في احتفالاتهم.

## نصوص

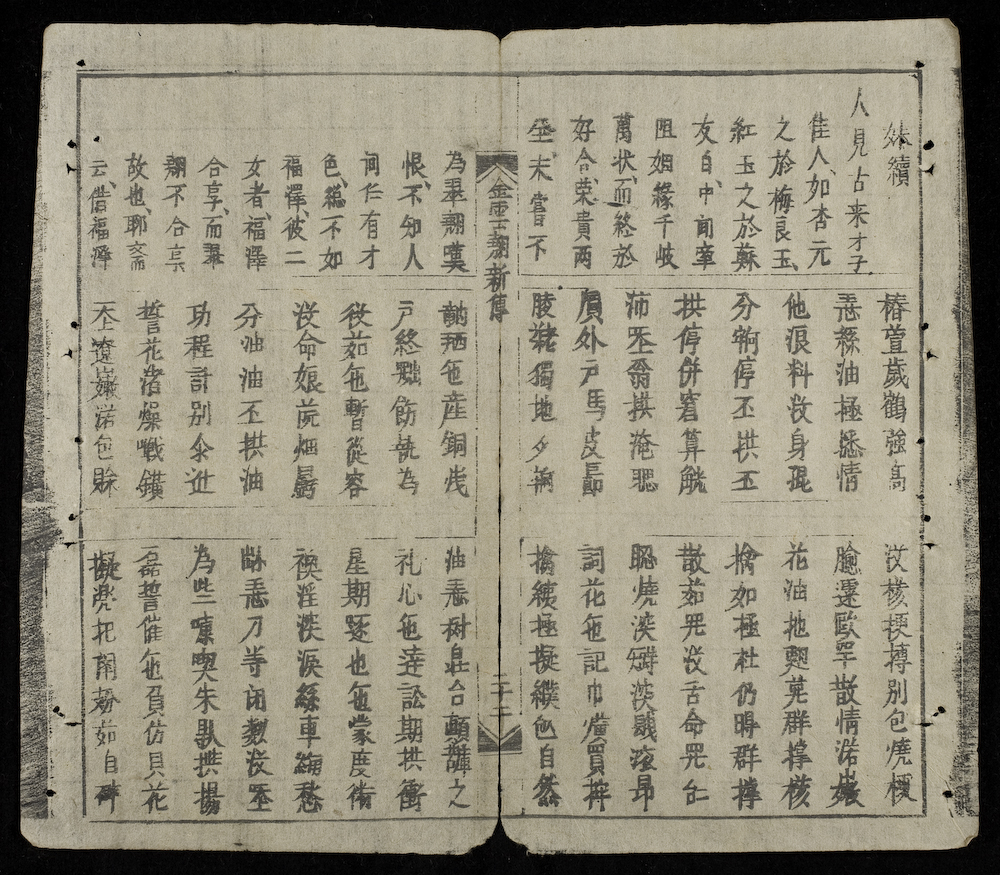
صفحة من The Tale of Kieu للمؤلف Nguyễn Du. نُشرت هذه الرواية لأول مرة في عام 1820 وهي أشهر عمل في نوم. طبعت النسخة المعروضة في أواخر القرن التاسع عشر.

- Đại Việt sử ký tiệp lục tổng tự.[34] تمت كتابة هذا التاريخ لفيتنام خلال عهد أسرة تاي سون. الأصل هو هان، وهناك أيضًا ترجمة Nom.
- نجوين دو، حكاية كيو (1820)
- نغوين تري، Quốc âm thi tập ("National Language Poetry Compilation")
- Phạm Đình Hồ، Nhật Dụng Thường àm (1851). قاموس هان إلى نوم للمتحدثين الفيتنامية.
- نغوين أونه تشيو، لوك فان تيان (القرن التاسع عشر)
- ng Tr Cn Côn، Chinh Phụ Ngâm Khúc (القرن الثامن عشر)
- قصائد مختلفة لهو شوان هونغ (القرن الثامن عشر)

## الرموز
الفيتنامية هي لغة نغمية، مثل الصينية، ولها ما يقرب من 5000 مقطع لفظي مميز.  في chữ Nôm، تم تمثيل كل كلمة أحادية المقطع للفيتنامية بحرف، إما مستعار من الصينية أو تم إنشاؤه محليًا. كان النظام الناتج أكثر صعوبة في الاستخدام من النص الصيني. 
كلغة تحليلية، كانت الفيتنامية أكثر ملاءمة للنص القائم على الشخصية من اليابانية والكورية، مع التشكل التراصي.  لهذا السبب جزئيًا، لم يكن هناك تطوير لنظام صوتي يمكن تعليمه لعامة الناس، مثل حروف الكانا المقطعية اليابانية أو أبجدية الهانغول الكورية.  علاوة على ذلك، نظرت الطبقة المتعلمة في فيتنام إلى Nom على أنها أدنى مرتبة من هان، ولم يكن لديها اهتمام بتحويل Nom إلى شكل من أشكال الكتابة المناسبة للاتصال الجماهيري. 
لم يتم توحيد Chữ Nôm رسميًا على الإطلاق. نتيجة لذلك، يمكن تمثيل الكلمة الفيتنامية بعدة أحرف Nôm. على سبيل المثال، كلمة chữ («حرف»، «نص»)، كلمة مستعارة صينية، يمكن كتابتها إما (شخصية صينية)،  (حرف مركب-دلالي فيتنامي فقط) أو  (الطابع الدلالي الفيتنامي فقط). على سبيل المثال آخر، كلمة béo («دهني»، «دهني») يمكن كتابتها إما كـ أو </img> ( ). تم اختراع كلا الحرفين للغة الفيتنامية ولهما بنية دلالية-صوتية، والفرق بينهما هو المؤشر الصوتي ( ضد. 報).

### الشخصيات المستعارة

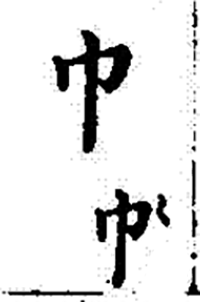
أحرف cân (أعلى) khăn (أسفل)، وتعني العمامة / المنشفة، في Tự Đức thánh chế tự học giải nghĩa ca. شخصية khăn يحتوي على تشكيل للإشارة إلى طريقة نطق مختلفة.

- تم استعارة نسبة كبيرة من المفردات الفيتنامية من اللغة الصينية من فترة تانغ. يمكن كتابة هذه المفردات الصينية الفيتنامية بالحرف الصيني الأصلي لكل كلمة، على سبيل المثال: [10]
  -  dịch ('service'، 'corvée')، من أوائل الصين الوسطى (EMC) ‎/jwiajk/‏ [35]
  -  bản ('root'، 'Foundation')، من EMC ‎/pənˀ/‏ [35]
  -  đầu ("head")، من EMC ‎/dəw/‏ [35]
- لتمثيل كلمة فيتنامية أصلية، كانت إحدى الطرق هي استخدام حرف صيني لكلمة صينية لها نفس المعنى. علي سبيل المثال، قد يمثل أيضا vốn («رأس المال، الأموال»). عندما يكون للحرف قراءتان، يمكن إضافة تشكيل إلى الحرف للإشارة إلى القراءة «الأصلية». هكذا متى من المفترض أن تقرأ كـ vốn، هو مكتوب كـ، [ب] مع تشكيل في الزاوية اليمنى العليا. علامتا التشكيل الأكثر شيوعًا في القراءة البديلة هما cá وnháy (شكل متغير من ).[36] في هذه الحالة، كلمة vốn هو في الواقع قرض صيني سابق تم قبوله على أنه فيتنامي؛ يدعي William Hannas أن كل هذه القراءات هي قروض مبكرة مماثلة. [10]
- بدلاً من ذلك، يمكن كتابة كلمة فيتنامية أصلية باستخدام حرف صيني لكلمة صينية بصوت مشابه، بغض النظر عن معنى الكلمة الصينية. علي سبيل المثال، (أوائل الصينية الوسطى ‎/mət/‏ [35]) قد تمثل الكلمة الفيتنامية một ('واحد'). [10]

لرسم تشابه مع نظام الكتابة الياباني، فإن الفئتين الأوليين تشبهان قراءتي on وkun للكانجي الياباني على التوالي. والثالث هو مماثل ل ateji، التي تستخدم الأحرف فقط لقيمة صوتهم، أو مانيوغانا السيناريو الذي أصبح مصدر هيراغانا وكاتاكانا.

### الشخصيات المخترعة محليا

#### الأحرف الصوتية

حرف الاسم لـ ، حساء شعبي مصنوع من نودلز الأرز. الراديكالي على اليسار يشير إلى أن معنى الشخصية مرتبط بالأرز. المكون الصوتي على اليمين يشير إلى أن نطق الحرف مرتبط بنطق phở، وفي هذه الحالة يكون نطق الحرف مع نطق مكونه الصوتي هو نفسه.

على عكس بضع مئات من kokuji اليابانية وحفنة من gukja الكورية، والتي نادرًا ما تستخدم في الغالب شخصيات للظواهر الطبيعية الأصلية، ابتكر الكتبة الفيتناميون الآلاف من الشخصيات الجديدة، المستخدمة في جميع أنحاء اللغة. 